# Ребус

Приклад ребуса. Перевернутий "газ" дає "заг", без останньої букви - "за". "Гайка" з заміною 3-ї букви — гадка. Відповідь - "загадка".

Ре́бус (фр. rébus < лат. rebus) — загадка, в якій слова, що розгадуються, зображено у вигляді комбінації малюнків з літерами та іншими знаками.
Слово ребус запозичене з французької мови, де утворене від форми латинського відкладного відмінка множини слова res («річ», «справа»). Згідно з першою версію, це скорочення від назви альманаху de rebus quae geruntur («про справи, що вершаться»), у якому близько 1600 року студенти Пікардії уперше опублікували картинки-загадки. За другою версією, це пов'язане з тим, що слово в них зашифроване «речами», «з речей» (лат. rebus).

## Загальні принципи
- Назви всіх предметів, що зображені у ребусі, читаються тільки в називному відмінку.
- Досить часто предмет, зображений в ребусі, може мати не одне, а два чи більше назв, чи може мати одне загальне та одне конкретне значення, наприклад, «авто» та «машина», «квітка» та «рослина» тощо Вибирати необхідно те, яке логічно підходить. Вміння визначити й правильно назвати зображений на малюнку предмет є однією з головних труднощів при розгадці ребусів.
- Досить часто назва якогось предмета не може бути використана повністю, необхідно відкинути на початку чи в кінці слова одну чи декілька букв. В таких випадках застосовується умовний знак — кома. Якщо кома стоїть ліворуч від малюнка, то це значить, що від його назви необхідно відкинути першу букву (ліворуч від рисунка кому часто зображують перевернутою у верхньому кутку), якщо праворуч від малюнка — то останню. Якщо стоять дві коми, то відповідно відкидають дві літери і т. д.
- Якщо предмети чи літери зображені один в одному, то їхні назви читаються з додаванням прийменника «в» або «у».
- Якщо якась літера складається з іншої літери (багато разів повтореної), то читають з додаванням прийменника «з».
- Якщо за якоюсь буквою чи предметом знаходиться інша буква чи предмет, то читати необхідно з додаванням прийменника «за».
- Якщо одна фігура чи літера зображена під іншою, то читати необхідно з додаванням прийменників «на», «над», «під».
- Якщо по якій-небудь літері написана інша, то читають з додаванням прийменника «по». — Якщо одна буква лежить коло іншої, притулена до неї, то читають з додаванням прийменників «біля», «у», «коло».
- Якщо у ребусі зустрічається зображення предмета, перевернуте догори ногами, то назву його зазвичай потрібно читати з кінця, або інколи це робиться просто заради ускладнення (по-приколу) ребусу.
- Якщо зображено предмет, а біля нього (чи на ньому) написана, а потім закреслена літера, то це значить, що цю літеру необхідно виключити зі слова, зашифрованого малюнком. Якщо ж над закресленою літерою знаходиться інша, то це значить, що потрібно нею замінити закреслену. Теж саме роблять, коли між двома літерами стоїть знак рівності чи перехідні стрілочки. Закреслені (замінені) літери зазвичай використовують для виключення (заміни) їх із (у) середини слова.
- Якщо закреслена літера(и) стоїть як незалежна фігура, то її потрібно читати з додаванням частки «не».
- Якщо поряд з малюнком (чи над ним, чи під ним) стоять цифри, то це значить, що літери закодованого зображенням слова читаються в тому порядку, який вказаний цифрами. Також вони вказують на те, чи всі літери слова потрібно читати, чи ні. Закреслені (відсутні) цифри вказують на відсутність певних літер.
- Якщо малюнки «рухаються» один від одного або один до одного, то слід використовувати прийменники «до» або «від». Якщо ж яку-небудь фігуру в ребусі зображають, що ніби біжить, лежить, летить, сидить тощо, то до назви цієї фігури потрібно додати відповідне дієслово в теперішньому часі (біжить, лежить, летить, сидить і т. д.).
- Досить часто в ребусах окремі склади «до», «ре», «мі», «фа», «ля», «сі» зображають відповідними нотами.

Це, по суті, і всі основні правила для тих, хто хоче спробувати себе у ребусоскладанні чи їх розв'язуванні. Однак процес ребусотворчості може передбачати синтез всіх наведених принципів творіння ребусів та створення нових правил зрозумілих для більшості за логікою побудови.

## Види ребусів
Математичний ребус
Поряд з класичними (вербальними) ребусами, існують математичні ребуси. Інколи їх ще називають числовими, арифметичними або криптарифмами. Фактично, такі ребуси, це приклади звичайних арифметичних дій (додавання, віднімання, ділення та множення), в яких частина або навіть всі цифри замінені на крапки, зірочки, літери чи інші символи. Розгадати ребус — означає відновити первісний вигляд математичної рівності.